# Livia Giampalmo
Livia Giampalmo (Genova, 14 ottobre 1941) è un'attrice, doppiatrice e regista italiana.

## Biografia
Diplomata alla Scuola d'arte drammatica del Piccolo Teatro di Milano, debutta nel 1963 in Minnie la candida nel ruolo della protagonista, che nel 1964 le vale il premio Noci d'oro come miglior attrice esordiente.
Dopo aver lavorato come attrice in alcuni sceneggiati televisivi, nel 1972 recita nel film Mimì metallurgico ferito nell'onore di Lina Wertmüller, successivamente intraprende l'attività di doppiatrice, prestando la voce a Shelley Duvall in Shining (in cui lavorò accanto all'allora marito Giancarlo Giannini che doppiava Jack Nicholson), Sigourney Weaver in Ghostbusters - Acchiappafantasmi e Anne Bancroft in Essere o non essere. Inoltre ha doppiato attrici come Shelley Winters, Goldie Hawn e Diane Keaton (sua è la voce dell'attrice in Io e Annie, Il dormiglione, Manhattan, Interiors, Amore e guerra).
Nel 1990 debutta alla regia con Evelina e i suoi figli, protagonista Stefania Sandrelli, a cui segue nel 1994 Due volte vent'anni, con Mariangela Melato. Nel 1997 dirige Il padre di mia figlia, con Sabrina Ferilli, mentre nel 2001 dirige il figlio Adriano in State zitti per favore, che dopo alcune traversìe viene distribuito nelle sale nel 2004 con il titolo Stai con me.
È anche insegnante di dizione presso il Centro sperimentale di cinematografia.

### Vita privata
È stata sposata con Giancarlo Giannini, da cui ha avuto due figli, Lorenzo (1967-1988) e Adriano. Si è poi legata sentimentalmente all'attore Gino Lavagetto.

## Filmografia

### Attrice

#### Cinema
- Mimì metallurgico ferito nell'onore, regia di Lina Wertmüller (1972)

#### Televisione
- Lettera di una madre, regia di Italo Alfaro (1964)
- La donna di fiori, regia di Anton Giulio Majano – miniserie TV (1965)
- La zitella, regia di Flaminio Bollini (1965)
- Lo squarciagola, regia di Luigi Squarzina (1966)
- La Roma di Moravia, regia di Daniele D'Anza (1967)
- Breve gloria di mister Miffin, regia di Anton Giulio Majano – miniserie TV (1967)
- Difficile giudicare, regia di Nelo Risi (1967)
- E le stelle stanno a guardare, regia di Anton Giulio Majano – miniserie TV (1971)
- Martin Eden, regia di Giacomo Battiato – miniserie TV (1979)

### Regista

#### Cinema
- Evelina e i suoi figli (1990)
- Stai con me (2004)

#### Televisione
- Due volte vent'anni (1994)
- Il padre di mia figlia (1997)

### Sceneggiatrice

#### Cinema
- La partita, regia di Carlo Vanzina (1988)
- Evelina e i suoi figli, regia di Livia Giampalmo (1990)
- Stai con me, regia di Livia Giampalmo (2004)

#### Televisione
- Due volte vent'anni, regia di Livia Giampalmo (1994)
- Il padre di mia figlia, regia di Livia Giampalmo (1997)

## Teatro

### Attrice
- Minnie la candida di Massimo Bontempelli, scene e regia di Mirko Vucetich (1963)
- Fantasmi in cantina di Massimo Dursi, regia di Giovanni Damiani (1964)
- Elettra di Sofocle, regia di Fulvio Tolusso, Trieste (1964)
- Arriva l'uomo del ghiaccio di Eugene O'Neill, regia di Luigi Squarzina (1965)
- Prometeo incatenato di Eschilo, regia di Aldo Trionfo, Trieste (1965)
- Emmetì, testo e regia di Luigi Squarzina, Genova (1966)
- La bottega del caffè di Carlo Goldoni, regia di Gianfranco Bettetini, Bergamo (1966)
- L'avventura d'un povero cristiano, di Ignazio Silone, regia di Valerio Zurlini, San Miniato (1969)

### Autrice
- Tre donne una storia (1997)
- Elettra (2002)

## Radio
- Tornate a Cristo, con paura, composizione drammatica di laudi perugine dei secoli XIII e XIV, regia di Mario Missiroli, 1º novembre 1961.
- Gli Chouans di Honoré de Balzac, regia di Dante Raiteri, 6 puntate, dal 30 novembre 1968 al 4 gennaio 1969.
- L'avventura d'un povero cristiano di Ignazio Silone, regia di Valerio Zurlini, 8 dicembre 1969.
- Un cuore arido di Carlo Cassola, regia di Dante Raiteri, 6 puntate, dal 3 al 19 gennaio 1978.
- Nel bosco (Rashomon) di Ryūnosuke Akutagawa, regia di Dante Raiteri, 24 ottobre 1978.
- Justine di Letizia Paolozzi, regia di Giorgio Ciarpaglini, 18 novembre 1978.
- La simulazione onesta di Elio Bartolini, regia di Dante Raiteri, 21 novembre 1978.
- Teresa de Avila: una vita, una scelta di Rosa Rossi, regia di Dante Raiteri, 6 puntate, dal 13 aprile al 18 maggio 1979.

## Doppiaggio

### Film
- Diane Keaton ne Il dormiglione, Manhattan, Amore e guerra, Io e Annie, In cerca di Mr. Goodbar, Interiors, Reds, Spara alla luna, Fuga d'inverno
- Jane Fonda in Sul lago dorato, Il mattino dopo, Giulia, California Suite, Il volto dei potenti, Tutti i mercoledì, Dalle 9 alle 5, orario continuato
- Goldie Hawn in Fiore di cactus, Il genio della rapina, Le farfalle sono libere, Sugarland Express, Viaggio con Anita, Soldato Giulia agli ordini, Bastano tre per fare una coppia
- Jill Clayburgh in Wagons-lits con omicidi, Una donna tutta sola, Una notte con vostro onore, Amarti a New York
- Charlotte Rampling in Zardoz, Stardust Memories
- Kathleen Turner in All'inseguimento della pietra verde, Il gioiello del Nilo
- Anne Bancroft in Essere o non essere
- Carole Bouquet ne Il cappotto di Astrakan
- Sigourney Weaver in Ghostbusters
- Ann-Margret in Magic - Magia
- Sandahl Bergman in Conan il barbaro
- Sarah Douglas in Conan il distruttore
- Teri Garr in Frankenstein Junior
- Barbara Hershey in Entity
- Victoria Principal in Terremoto, L'uomo dai 7 capestri
- Shelley Duvall in Shining
- Jacqueline Bisset in Ormai non c'è più scampo
- Bulle Ogier in Il fascino discreto della borghesia
- Sonia Petrovna in La prima notte di quiete, Ludwig
- Tricia O'Neil in Piraña paura
- Susan Blakely in Airport '80
- Dee Wallace in 10
- Anouk Aimée in Salto nel vuoto
- Mary Steenburgen in Ragtime, L'uomo venuto dall'impossibile
- Farrah Fawcett in La corsa più pazza d'America
- Louise Lasser in Prendi i soldi e scappa
- Lee Remick in Il presagio
- Katharine Hepburn in Incantesimo, Scandalo a Filadelfia (ridoppiaggio)
- Agostina Belli in La calandria
- Florinda Bolkan in Metti, una sera a cena
- Dominique Sanda in Il giardino dei Finzi Contini
- Dalila Di Lazzaro in Oh, Serafina!
- Ines Pellegrini in La fine dell'innocenza
- Paola Senatore in L'assassino ha riservato nove poltrone
- Elisa Montés in Capitan Apache

### Televisione
- Stefanie Powers in Cuore e batticuore
- Piper Laurie in Uccelli di rovo

### Film d'animazione
- Sally Brown in Snoopy cane contestatore

## Riconoscimenti
- David di Donatello
  - 1990 – Candidatura al miglior regista esordiente per Evelina e i suoi figli
- Nastro d'argento
  - 1991 – Candidatura al miglior regista esordiente per Evelina e i suoi figli
- Premio Solinas
  - 1989 – Menzione speciale alla sceneggiatura per Evelina e i suoi figli[7]